# Dionigi Galletto
Dionigi Galletto (Monasterolo di Savigliano, 26 gennaio 1932 – Torino, 25 settembre 2011) è stato un matematico italiano.
Socio nazionale dell'Accademia dei Lincei, è considerato il fondatore-riorganizzatore della scuola di Fisica matematica di Torino del secondo dopoguerra.

## Biografia
Iniziò i suoi studi universitari a Roma come allievo di Severi. Gli studi vennero interrotti dal servizio militare che lo portò a Padova, dove si laureò con lode nel 1960 sotto la guida di Giuseppe Grioli, con una tesi sulla teoria dei continui con stress asimmetrico. Nel 1968, in seguito ad un concorso a cattedra, venne nominato Professore Straordinario di Meccanica Razionale presso l'Università di Palermo. Nel 1970 si trasferì all'Università di Torino, ancora come Professore Straordinario di Meccanica Superiore presso la Facoltà di Scienze MFN e dall'anno successivo divenne Professore Ordinario di Fisica Matematica fino al 2007, anno di collocamento a riposo. Oltre al corso di Fisica Matematica Galletto tenne per incarico vari corsi del suo settore. Nel 2008 venne nominato Professore Emerito.
Agli inizi della sua produzione scientifica, Galletto, sotto ancora l'influenza di Grioli, si occupò di continui con caratteristiche di tensione asimmetriche, ma presto trovò una sua via autonoma con lavori pionieristici che preludevano alla cosiddetta teoria dei continui generalizzati, caratterizzati, tra l'altro dalla proprietà che il tensore degli sforzi non è più il tensore di Cauchy (o analoghi), tensore doppio simmetrico, ma un tensore asimmetrico che lo generalizza, con ulteriori importanti peculiarità strutturali.
Fu socio corrispondente dell'Accademia delle Scienze di Torino dal 1974 e socio nazionale residente della medesima dal 1980. Fu socio anche dell'Accademia nazionale di scienze, lettere e arti di Modena e membro corrispondente dell'Istituto lombardo di scienze e lettere. Fu anche socio corrispondente della New York Academy of Sciences. Dal 1990 fu socio corrispondente dell'Accademia dei Lincei della quale, nel 1990, divenne socio nazionale.

## Opere
Matematico, fu autore di ricerche nel campo dell'analisi matematica, la geometria differenziale, la teoria delle matrici, la geometria simplettica, la meccanica dei corpi rigidi, la teoria delle deformazioni finite, la teoria matematica dell'elasticità, la storia della matematica e della meccanica, la meccanica celeste extragalattica, la cosmologia. Fu tra i suoi allievi Mauro Francaviglia.